# Philippe Paringaux
Philippe Paringaux est un journaliste rock, un écrivain, un scénariste et un traducteur français, né le 2 juin 1944 à Carantec.

## Biographie
Il a été rédacteur en chef du magazine Rock & Folk, et de L'Écho des savanes.
Comme auteur de bande dessinée, il collabore avec le dessinateur Loustal depuis 1979, et avec la dessinatrice Catel Muller (dite Catel) depuis 2008.
Il écrit Cœurs de sable en 1985, avec Loustal au dessin, qui est lauréat du Prix Max et Moritz de la meilleure publication de bande dessinée l'année suivante. En 2000, l'album se trouve dans la « La mystérieuse interdiction de cinq BD par le ministère de l'éducation » pour le journal Le Monde, qui explique que le Ministère de l'Éducation nationale a stipulé par écrit d'inciter « les professeurs de lettres à éviter de recommander ces ouvrages à leurs élèves ». Le journal précise : « Interrogé, le service du ministère de l'éducation indique que ces ouvrages inciteraient les jeunes lecteurs « à la toxicologie et à la pornographie ». » Après la polémique, le ministère revient sur sa position, et réintègre les albums dans ses recommandations.
En 1985 également, il écrit la chanson Ne raccroche pas pour le chanteur Christophe.
Il écrit Barney et la note bleue  en 1987, illustré à nouveau par Loustal, une bande dessinée autour du jazz et du saxophoniste Barney Wilen,.
Il publie en 1997 le roman Privé d'amour,.
En 1998, Kid Congo (avec Loustal) reçoit l'Alph-Art du meilleur scénario au festival d'Angoulême.
Il est également traducteur de l'anglais vers le français : il a traduit plusieurs dizaines d'ouvrages, dont de nombreuses biographies ou essais sur des musiciens ou chanteurs, par exemple The Beatles Anthology publié en    2000.
En février 2010 il écrit le scénario de la bande dessinée Dolor (dessinateur : Catel) aux éditions Casterman, qui évoque entre autres la vie de l'actrice française Mireille Balin.

## Œuvres
(janvier 2024).

### Auteur
- Barney et la Note bleue[10]
- Le Sang des voyous
- Dolor[16], dessins de  Catel Muller (dite Catel), Casterman, 2010
- La Nuit de l'alligator
- It's only rock'n'roll et autres bricoles
- Un garçon romantique[17]
- Cœurs de sable
- Privé d'amour[11],[12], Balland, 1997
- Clichés d'amour (Pied jaloux)[18]
- New York-Miami (Pied jaloux)
- Dune
- La Couleur des rêves
- Un juge face au pouvoir : De la gauche à la droite, les secrets de Renaud Van Ruymbeke
- Ray Banana, tome 3 : L'Homme qui ne transpirait pas - Une journée dans la vie de Ray Banana
- Images interdites
- Positions sur l'amour

### Traducteur
Il est traducteur de l'anglais vers le français de plusieurs dizaines d'ouvrages.
- Blonde platine
- Surf City
- Strip-tease
- John Lennon : Une vie
- En studio avec les Beatles : Les Mémoires de leur ingénieur du son
- Arrête d'oublier de te souvenir
- Exile on Main Street : Une saison en enfer avec les Rolling Stones
- Stop
- Olivia et sa fanfare
- Les Kids
- Punk : Hors limites
- 32 Histoires : La Série complète des mini-comics, Optic Nerve
- Kind of Blue : Le Making-of du chef-d'œuvre de Miles Davis
- La Ballade de Bob Dylan
- Rock'n'Roll Life
- Les Trésors de Sinatra : musique, souvenirs et photographies de la collection de la famille Sinatra (1 CD audio),
- Bad girl : Tous les trucs pour avoir du succès avec les hommes, réussir dans son travail et dans la vie en général
- Aliens
- Bad Girl on the Road (petit guide en français)
- Rock Dreams (version trilingue allemand/anglais/français)

## Prix
- 1986 :  Prix Max et Moritz de la meilleure publication de bande dessinée[4] pour Cœurs de sable (avec Loustal)
- 1998 : Alph-Art du scénario au festival d'Angoulême pour Kid Congo